# Schloss Leyenburg

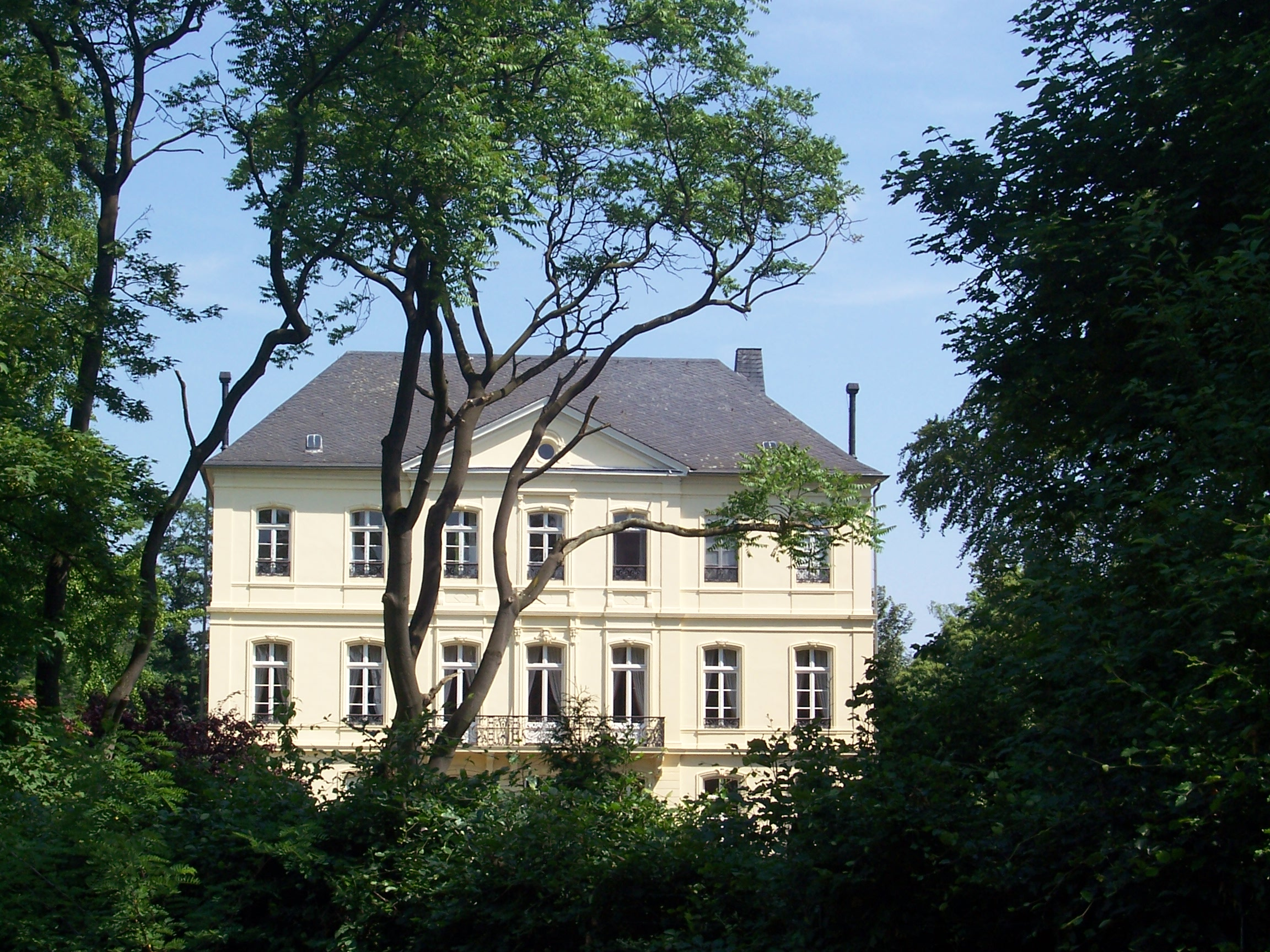
Schloss Leyenburg

Schloss Leyenburg ist ein Herrensitz und ehemaliger Landsitz der Familie von der Leyen. Die Leyenburg liegt in Rheurdt an der Grenze zu Neukirchen-Vluyn im Kreis Kleve am Niederrhein. Die Schlossanlage wurde 2000 von der Familie Atock gekauft und seitdem renoviert. Für ihre Bemühungen wurde ihnen am 17. Oktober 2004 der Rheinische Denkmalpreis 2004 verliehen.

## Geschichte
Der Adelssitz „Haus Kieckhorst“ wurde 1349 erstmals erwähnt. Es handelte sich um ein geldrisches Lehen. Haus Kieckhorst war von Wassergräben und Erdwällen umgeben und besaß einen Wehrturm auf einem von Wasser umgebenen Gelände. 1431 wurde es durch den Raubritter Hermann von Eppinghofen ausgeraubt und gebrandschatzt. Es folgten 1642 starke Beschädigungen durch hessisch-weimarische Truppen. Die Familie Kieckhorst besaß das Gut bis zum 16. Jahrhundert. Es folgte die Familie von Afferden bis 1768 und danach für kurze Zeit die Familie Freneau. Danach erwarb 1772 die Krefelder Seidenfabrikantenfamilie von der Leyen das Gut als Landsitz. Die alten Gebäude wurden weitgehend abgerissen und ein Rokoko-Jagdschloss als neues Herrenhaus errichtet. Dieses neue Gebäude wurde Leyenburg genannt.
Schloss Leyenburg wurde 1832 um ein Stockwerk erhöht. Im Verlauf des 19. Jahrhunderts wurde das Haus klassizistisch überformt.
Das Herrenhaus blieb bis zum Jahr 2000 im Eigentum der Familie von der Leyen. Es wurde im Laufe der Zeit unterschiedlich genutzt. Nach dem Ersten Weltkrieg war es von Besatzungstruppen belegt. Um 1930 war es eine Landgaststätte und ab 1935 vorübergehend ein Landschulheim. Bis 1949 diente das Schloss als Notquartier für Ostflüchtlinge. Danach war es bis zum Brand 1963 Schulungszentrum des Christlichen Sängerbundes, der hier unter Leitung von Paul Ernst Ruppel Chorsänger-, Dirigenten- und Komponistenfreizeiten anbot.
2001 verkaufte Friedrich Freiherr von der Leyen das Schloss Leyenburg an Martin Atock und Inez van Tienhoven-Atock. Das Haus war zu diesem Zeitpunkt „in seiner Erhaltung und Substanz sehr stark gefährdet“, konnte aber von den neuen Eigentümern „durch beispielhaften Einsatz in ein Schmuckstück verwandelt“ werden.

## Innenräume
Die Innenräume des Schloss Leyenburg sind mit Stuckdecken mit Medaillons der Meister der Düsseldorfer Malerschule ausgestattet. Es zeichnet sich durch einen Spiegelsaal mit Schwanensee-Deckengemälde aus. Ein Unikum ist die Galerie mit kleinen Skulpturen von Dürer bis Raffael.